# 長野慶太
長野 慶太（ながの けいた、1965年 - ）は、日本の作家、コラムニスト。

## 経歴
東京都出身。慶應義塾大学経済学部卒、アメリカ合衆国ウォールデン大学大学院で経営学博士。
三井銀行、米国法律事務所勤務を経て、ラスベガスで対米進出コンサルティングを起業。
2011年「女子行員・滝野」で三田文学新人賞、2012年に「神様と取り引き」で日経小説大賞を受賞。ほかビジネス書を多数執筆している。1997年より在米。
2019年9月、日本語の小説を書いてきた作家が初めて翻訳でなく、ゼロから英語小説「The Sea of Japan」を書いたとして注目された。
フォーブス・ジャパンのオフィシャルコラムニスト。

## 著書
- 『企業支援銀行 投資家も唸るビジネスプラン物語 疑似体験小説』金融財政事情研究会 2004
- 『ラスベガス黄金の集客力 砂漠の真ん中に3500万人呼び込む8つの秘訣』ダイヤモンド社 2004
- 『お客には絶対に謝るな! でも売れる営業革命』光文社 2007　『営業は絶対、謝るな! 圧倒的に売れる「合理的な覚悟」』光文社知恵の森文庫
- 『白い砂丘』小学館 2007　『砂の交渉 日米合弁』文庫
- 『部下は育てるな!取り替えろ!!』光文社 2007　のち知恵の森文庫
- 『辞表を出して次へ行け!! もうガマンするな!』大和書房 2008
- 『Time×yen時間術 すべての時間を成果に変える31の鉄則』草思社 2009
- 『アホな上司はこう追い込め! やりたい仕事をするための21のテクニック』光文社 2009　『アホな上司のもとで働く21の法則』光文社知恵の森文庫
- 『プロの残業術。 一流のビジネスマンは、時間外にいったい何をしているのか?』草思社 2009　のち文庫
- 『なぜ、この国は儲からなくなったのか?』ユナイテッド・ブックス 2010
- 『プロの交渉術。 どんな場面でも絶対負けない28の最強ノウハウ』大和書房 2010
- 『ビジネスマンのための「頭」の整理術 ストレスで散らかった頭を整理してラクになる30の方法』草思社 2011
- 『英語は恥ずかしいほどゆっくり話しなさい! 初級者でも伝わる英会話、スロー・イングリッシュのすすめ』ダイヤモンド社 2012
- 『働くプロの心の整理術』青春出版社 2012
- 『KAMIKAKUSHI神隠し』日本経済新聞出版社 2013
- 『県営カジノを立て直せ!』小学館 2014　『巨象再建』文庫
- 『ローラの炎』日本経済新聞出版社 2014
- 『社運』小学館 2016
- 『The Sea of Japan』（英文小説）Spark Press 2019